# Martin Rees
Martin John Rees, baron Rees af Ludlow, OM Kt FRS FRS FMedSci præsident for Royal Society (født 23. juni 1942 i York) er en engelsk kosmolog og astrofysiker. Han har været hofastronom siden 1995.